# Vampyressa pusilla
Vampyressa pusilla är en däggdjursart som först beskrevs av Wagner 1843.  Vampyressa pusilla ingår i släktet Vampyressa och familjen bladnäsor. IUCN kategoriserar arten globalt som otillräckligt studerad. Inga underarter finns listade. Artepitet pusilla i det vetenskapliga namnet är latin och betyder liten.
Arten är med 30 till 33 mm långa underarmar mindre än Vampyressa melissa och Vampyressa nymphaea. Den har i motsats till de flesta andra släktmedlemmar (undantag Vampyressa melissa) ingen ljus längsgående linje på ryggens mitt. Tandformeln för Vampyressa pusilla är I 2/2 C 1/1 P 2/2 M 2/2, alltså 28 tänder. Vampyressa bidens har i underkäken bara en framtand på varje sida och Vampyressa melissa har tre molarer på varje sida av underkäken. Hos Vampyressa pusilla är den sista molaren i underkäken lika lång som bredd vad som skiljer arten från Vampyressa brocki och Vampyressa nymphaea. Vampyressa pusilla kännetecknas även av en smal svansflyghud. Denna fladdermus har vita strimmor från näsan till hjässan. Pälsfärgen på ovansidan är ljusbrun med rosa skugga. En hudflik (blad) på näsan som kännetecknar alla bladnäsor finns.
Denna fladdermus förekommer i södra Brasilien och angränsande delar av Paraguay och norra Argentina.
Vampyressa pusilla äter liksom andra släktmedlemmar främst frukter och kanske andra växtdelar. Den hittades vilande under stora blad som omvandlades till ett slags tält. Arten är huvudsakligen aktiv under kvällen och natten. Troligen blir honor brunstiga under olika årstider med två kullar per år.